# Belfius Mons-Hainaut
El Belfius Mons-Hainaut es un club de baloncesto profesional de la ciudad de Mons, que milita en la BNXT League, la nueva liga fruto de la fusión de la Dutch Basketball League neerlandesa y la Pro Basketball League belga. Disputa sus partidos en el Mons Arena, con capacidad para 4000 espectadores.

## Nombres
- 1959–1998: Quaregnon
- 1998–2001: Telindus Union Mons-Hainaut
- 2001–2012: Dexia Mons-Hainaut
- 2012–presente: Belfius Mons-Hainaut

## Trayectoria
| Temporada | Nivel | Liga | Pos. | Copa de Bélgica  | Competiciones europeas | Competiciones europeas |
| --------- | ----- | ---- | ---- | ---------------- | ---------------------- | ---------------------- |
| 2008–09   | 1     | BLB  | 2nd  |                  | 3 EuroChallenge        | T16                    |
| 2009–10   | 1     | BLB  | 6º   | Semifinalista    | 2 Eurocup              | RS                     |
| 2010–11   | 1     | BLB  | 3º   | Campeón          | 2 Eurocup              | T16                    |
| 2011–12   | 1     | BLB  | 4º   | Semifinalista    | 2 Eurocup              | RS                     |
| 2012–13   | 1     | BLB  | 2º   | Semifinalista    | 3 EuroChallenge        | RS                     |
| 2013–14   | 1     | BLB  | 3º   | Cuartos de final | 2 Eurocup              | RS                     |
| 2014–15   | 1     | BLB  | 2º   | Cuartos de final | 3 EuroChallenge        | T16                    |
| 2015–16   | 1     | BLB  | 7º   | Semifinalista    | 3 FIBA Europe Cup      | RS                     |
| 2016–17   | 1     | BLB  | 7º   | Cuartos de final | 4 FIBA Europe Cup      | RS                     |
| 2017–18   | 1     | BLB  | 5º   | Finalista        | 4 FIBA Europe Cup      | R2                     |
| 2018–19   | 1     | BLB  |      |                  | 4 FIBA Europe Cup      | RS                     |

## Palmarés
- Pro Basketball League
  - Subcampeón (4): 2005-06, 2008-09, 2010-11, 2014-15.

- Copa de Bélgica
  - Campeón (2): 2006, 2011.
  - Subcampeón (1): 2008.

- Supercopa Belga
  - Campeón (1): 2011.
  - Subcampeón (1): 2006.

- FIBA EuroChallenge
  - Subcampeón (1): 2007-08.

## Jugadores destacados
| - Ronny Bayer - Paul Bayer - Lionel Bosco - Matthias Desaever - Daniel Goethals - Jean-Marc Jaumin - Alexandre Libert - Niels Marnegrave - Guy Muya - Maarten Rademakers - Kyle Landry - Ryan Richards - Andrew Sullivan - Christian Ast - Miguel Berdiel - Moustapha N'Doye - Talor Battle - Josh Bostic - Justin Cage - Warren Carter |  | - Gary Collier - Brandon Costner - George Evans - Justin Gray - Caleb Green - Marcus Hatten - Kevin Houston - Justin Hurtt - Ronald Lewis - Monty Mack - Ben McCauley - Jamel McLean - Bingo Merriex - Ahmad Nivins - Brian Qvale - Shawnta Rogers - Sean Singletary - Jamie Skeen - Mike Smith - Marcellus Sommerville |  | - Demontez Stitt - Quincy Taylor - Larry Terry - Robert Vaden - Jonathan Wallace - / Igor Miličić - / Jim Potter - / Andre Collins - / Derrick Byars - / Mike Lenzly - / Nate Reinking - / Bryan Bracey - / Craig Callahan - / Chris Young - / Omar Cook - / Ben Ebong - / Thomas Kelati - / A.J.Slaughter - / Shan Foster |